# 'Eshq Abad
'Eshq Abād (farsi عشق‌آباد) è una città dello shahrestān di Tabas, circoscrizione di Dastghardan, nella provincia del Khorasan Meridionale in Iran. Aveva, nel 2016, una popolazione di 3,965 abitanti.